# Стародуб (місцевість)
Стародуб — історична місцевість Києва, колишній хутір, що розташовувалася над Броварським шосе на захід від Броварів.

## Історія
Хутір Стародуб лежав з південного боку Броварського шосе, за 1,5 км на захід від міста Бровари, дещо на схід від місця, де від Броварського
шосе починається дорога на село Зазим'я.
Хутір виник, ймовірно, перед початком Першої світової війни. Адже давніші мапи (зокрема, військова мапа 1897 року) жодних ознак житла в цьому місці не фіксують.
Уперше хутір згаданий у довіднику «Список поселень Київщини» 1924 року як «хутір Стародуб при Броварах», що входив до складу Броварської сільської ради Броварського району. Населення становило 8 осіб. Кількість дворів не зазначено. Довідник «Список поселень Київської округи» 1926 року зафіксував у хуторі Стародуб 2 двори та 7 жителів. А довідник «Населені місця Київщини. Попередні підсумки перепису 17-го грудня 1926 року», фіксує 2 двори, 8 жителів. Хутір позначено на мапі 1932 року (не підписано). Поряд з хутором існувала однойменна зупинка трамвая, що до 1941 року курсував з Києва у Бровари.
Хутір Стародуб зник до початку 1940-х років. Нині про хутір нагадує зупинка «Старий Дуб» на Броварському проспекті.

## Походження назви
Легенда виводить назву від запорожця Старого Дуба, що нібито у давнину оселився у цих місцях. Та оскільки хутір виник вже на початку ХХ століття, найімовірніше, назва походить від вікових дубів, що росли поблизу.